# Xiangfloden
Xiangfloden är en flod som till större delen flyter igenom Hunan-provinsen i södra Kina. Xiang är en av Yangtzeflodens största bifloder och sammanströmmar med Yangtze i Dongtingsjön.